# Campionati mondiali di beach volley 2003
Il torneo dei Campionati mondiali di beach volley 2003 si è svolto dal 7 al 12 ottobre 2003 a Rio de Janeiro, in Brasile. Si è trattato della quarta edizione ufficiale dell'evento.

## Torneo maschile

### Podio
| Pos. | Atleti                                 | Testa di serie |
| ---- | -------------------------------------- | -------------- |
|      | Emanuel Rego e Ricardo Santos (BRA)    | 1              |
|      | Dax Holdren e Stein Metzger (USA)      | 15             |
|      | Márcio Araújo e Benjamin Insfran (BRA) | 2              |

## Torneo femminile

### Podio
| Pos. | Atlete                                | Teste di serie |
| ---- | ------------------------------------- | -------------- |
|      | Misty May-Treanor e Kerri Walsh (USA) | 1              |
|      | Shelda Bede e Adriana Behar (BRA)     | 3              |
|      | Natalie Cook e Nicole Sanderson (AUS) | 5              |